# 보리슬라브 코스티치
보리슬라브 코스티치(Borislav Kostić, 1887년 2월 24일 – 1963년 11월 3일)는 세르비아의 체스 그랜드마스터이자 체스 보급가였다. 그는 20세기 초 세계 최고의 선수 중 한 명이었고 1950년에 FIDE로부터 국제 그랜드마스터 칭호를 최초로 받은 사람들 중 한 명이었다.

## 삶과 체스
보리슬라브 코스티치는 당시 오스트리아-헝가리의 일부였던 헝가리의 브르샤츠에서 태어났다. 그의 아버지 디미트리예는 상인이었고 어머니는 에밀리야(결혼 전 성: 만두키치)였다. 그는 약 열 살 때 체스를 배웠고 부다페스트에서 동양 무역을 공부하는 동안 급속한 발전을 이루었다. 그는 또한 당시 체스의 중심지였던 빈에서 시간을 보냈고, 이는 그의 게임을 다음 단계로 끌어올리는 데 필요한 높은 수준의 연습을 가능하게 했다.
1910년에 그는 쾰른으로 이사했고 그곳에서 주로 아메리카 대륙을 광범위하게 여행하며 지역 챔피언들과 동시 착수 눈가리고 체스 경기를 펼쳤다. 1916년 뉴욕에서는 한 번에 20명의 상대와 보드를 보지 않고 경기를 펼쳐 19승 1 무승부를 기록했으며, 상대와 관중들과도 정중하게 대화했다.
코스티치는 프랭크 마셜, 잭슨 쇼월터, 폴 레온하르트와 더 정식 경기를 펼쳤고 모두 이겼다. 하지만 1919년 아바나에서 그의 연승 행진은 카파블랑카에게 5-0으로 패하면서 끝났다. 카파블랑카는 자신의 경력이 이 경기에서 최고조에 달했다고 썼다. 코스티치는 미국에 있는 동안 뉴욕 1916, 시카고 1918, 뉴욕 1918을 포함한 토너먼트에도 참가했으며, 여기서 카파블랑카에 이어 2위를 차지했다.

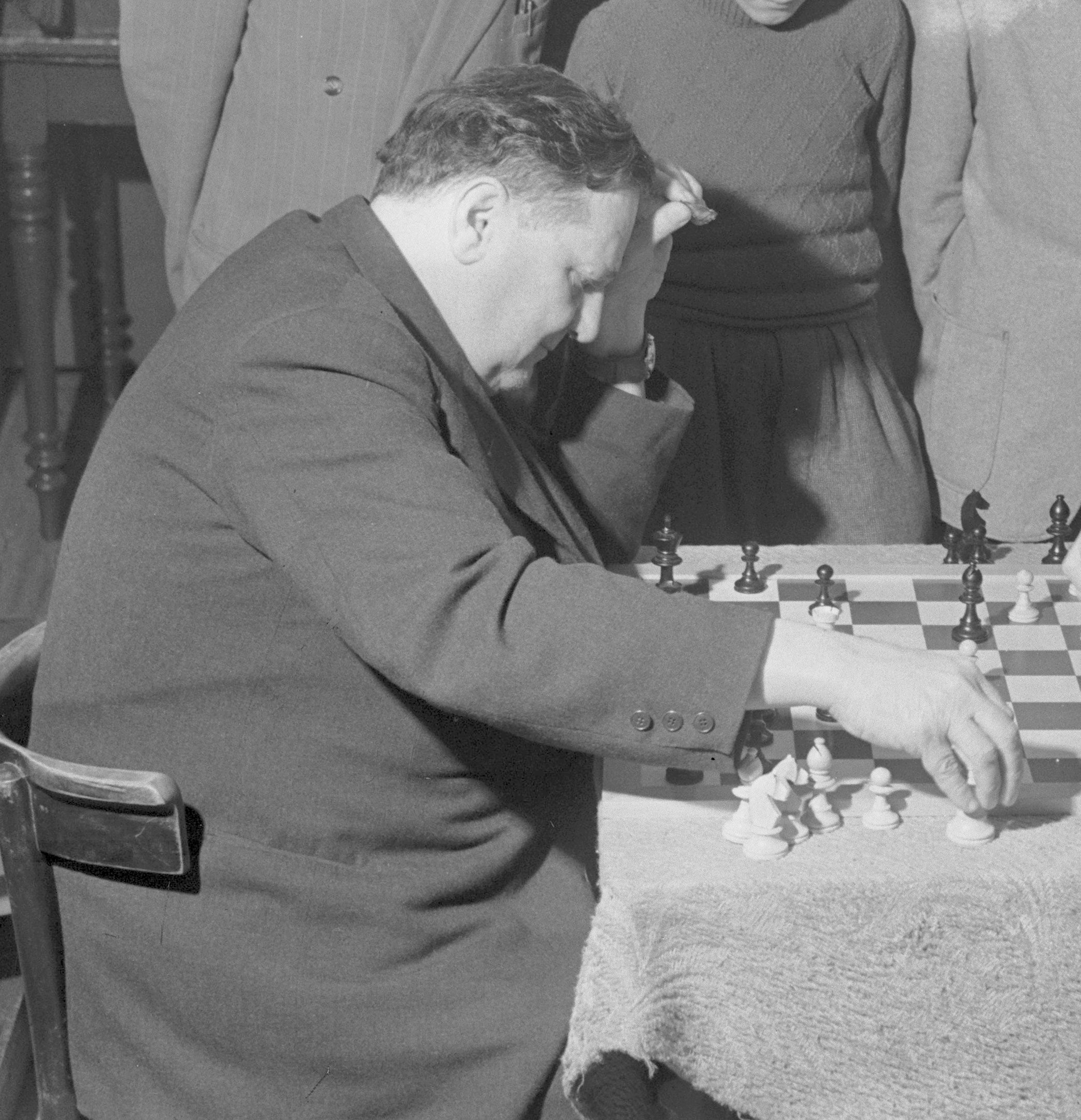
보리스 코스티치 (호호번스, 1952)

유럽 서킷에서는 1913년 스톡홀름에서 우승했고, 1919년 헤이스팅스에서 2위를 차지했으며, 1921/1922년 헤이스팅스에서 우승했다. 1928년 트렌치안스케 테플리체에서는 엔드레 슈타이너, 프리드리히 새미쉬, 루돌프 슈필만보다 앞서 우승했다. 1931년 블레트에서는 10위를 차지했지만, 그럼에도 불구하고 동료 체스 마스터인 게자 마로치, 에드가르 콜레, 바샤 피르크를 앞섰다. 1932년 부쿠레슈티에서는 루마니아 챔피언 타이틀을 획득했다. 1935년 베오그라드에서는 피르크와 함께 유고슬라비아 챔피언 타이틀을 공유했고, 1938년에는 단독 챔피언이 되었다. 같은 해 류블랴나에서 우승했다.
그 자체로 강력한 선수였던 코스티치는 토너먼트 결과보다는 체스 세계 투어로 가장 유명하다. 1923년부터 1926년까지 코스티치는 오스트랄라시아, 극동, 아프리카, 인도, 시베리아 등 당시 체스 지도에는 거의 표시되지 않은 곳들을 여행했다. 적도의 아프리카에서 열린 한 경기에서는 코스티치는 북반구에 있었고 그의 상대는 남반구에 있었다.
1920년대 후반, 그는 아메리카 대륙으로 다시 여행을 떠났다. 그는 4번의 체스 올림피아드(1927년 런던, 1931년 프라하, 1935년 바르샤바, 1937년 스톡홀름)와 2번의 비공식 체스 올림피아드(1926년 부다페스트와 1936년 뮌헨)에서 유고슬라비아를 대표했다.

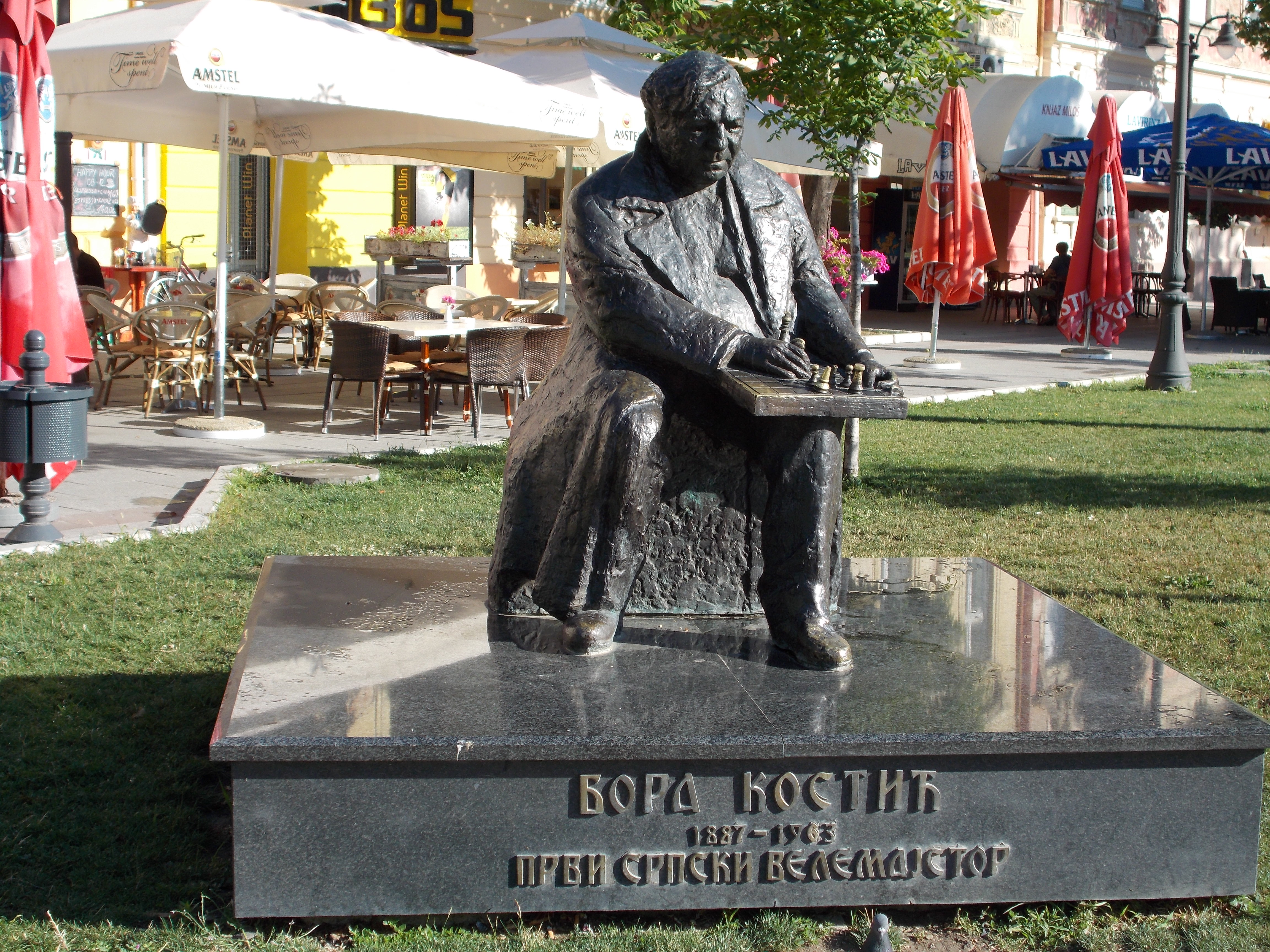
브르샤츠의 보라 코스티치 기념비

제2차 세계 대전 동안 코스티치는 "자유 유럽"이라는 토너먼트에 참가하고 나치 정권을 찬양하는 것을 거부했기 때문에 나치 SS 사령관(실러)에 의해 강제 수용소에 수감되었다. 그 후 그는 보다 작은 규모로만 체스를 두었다. 그의 마지막 등장은 1962년 취리히 베테랑 토너먼트였으며, 그는 그 대회에서 우승했다. 코스티치는 1950년 FIDE의 첫 번째 그랜드마스터 명단에 이름을 올렸다. 그는 러시아어, 영어, 헝가리어, 독일어, 스페인어, 히브리어를 유창하게 구사했다. 그는 1963년 베오그라드에서 76세의 나이로 사망했다.
2020년 9월 23일, 공기업 "Pošta Srbije"는 "세르비아의 체스 거장들"이라는 새 우표를 발행했다. 코스티치 외에 스베토자르 글리고리치, 페타르 트리푸노비치, 밀란 마툴로비치 및 밀룬카 라자레비치도 이 영예를 받았다. 이와 함께 이 우표에 묘사된 선수들의 짧은 전기 또한 발행되었다. 텍스트는 세르비아어와 영어로 제공되며, 저자는 그랜드마스터 알렉산다르 마타노비치와 스포츠 기자 미로슬라브 네시치이다.

### 특정 선수들과의 생애 전적
코스티치는 그가 상대했던 일부 선수들과의 다음과 같은 전적을 가지고 있다.

볼드체는 세계 챔피언을 지낸 선수
- / 아론 님조비치 +1-0=4
- 지크베르트 타라시 +0-0=2
- 프랭크 마셜 +2-0=7
- 게자 마로치 +2-1=6
- / 예핌 보고류보프 +2-1=1
- 아키바 루빈슈타인 +1-2=1
- 사비엘리 타르타코버 +3-3=7
- 밀란 비드마르 +3-5=3
- 에른스트 그륀펠트 +1-2=2
- 프레드 예이츠 +4-0=1
- 호세 라울 카파블랑카 +0-5=5
- / 알렉산드르 알레힌 +0-2=3
- 막스 오이베 +2-1=1
- /틀:나라자료 Kingdom of Yugoslavia 라이오스 아스탈로스 +2-0=3
- / 라이오스 슈타이너 +2-1=1
- 프리드리히 새미쉬 +0-2=3
- 데이비드 야노프스키 +1-1=2
- 잭슨 쇼월터 +4-0=2
- 에드가르 콜레 +1-1=4
- 루돌프 슈필만 +1-1=5

## 같이 보기
- 블랙번 실링 갬빗
- 스베토자르 글리고리치
- 드라고류브 벨리미로비치

## 더 읽어보기
- Hooper, David; Whyld, Kenneth (1992), 《The Oxford Companion to Chess》 2판, Oxford University Press, ISBN 0-19-280049-3
- Chess.vrsac.com의 전기 기사